# Helminthocharis abdominalis
Helminthocharis abdominalis is een keversoort uit de familie beekkevers (Elmidae). De wetenschappelijke naam van de soort werd in 1953 gepubliceerd door Joseph Delève.